# Eriopyga constans
Eriopyga constans là một loài bướm đêm trong họ Noctuidae.